# Slađana Milošević
Aleksandra »Slađana« Milošević (srbsko Александра Милошевић), srbska pevka, * 3. oktober 1955, Beograd, Srbija, † 26. marec 2024, Zemun.
Veljala je za ikono jugoslovanskega novega vala.

## Življenje in delo
Z glasbo se je začela ukvarjati pri petih letih, ko so jo starši vpisali v šolo klavirja, kasneje pa se je učila tudi violino. Že kot najstnica je potem igrala in pela v več beograjskih rock zasedbah ter kmalu razširila delovanje še na gledališče in sodelovala s skupinami Ex Art ter Atelje 212, violino pa je krajši čas igrala tudi v orkestru RTV Beograd.
Leta 1974 je kot solistka zmagala na pevskem natečaju Studentsko leto v Maglaju, nato pa se je pridružila orkestru Saše Subota in izdala nekaj nosilcev zvoka ter odšla na dve turneji po Sovjetski zvezi. Intenzivneje je kot solistka začela nastopati konec 1970. let in s provokativnim slogom izzvala zgražanje dela javnosti. Njen prvi solo album z naslovom Gorim od želje da ubijem noć je izšel leta 1980. Vzporedno je ustanovila spremljevalno skupino Ljudi. Leta 1981 se je udeležila jugoslovanskega izbora za Pesem Evrovizije s skladbo »Recept za ljubav«.
Po letu 1981 se je za krajši čas umaknila iz javnosti, vpisala je študij veterine in se preselila v München, kjer je leta 1983 z nemškimi glasbeniki ustanovila skupino Neutral Design in posnela istoimensko ploščo. Hkrati je v teh letih igrala in pela v svoji skupini Ljudi ter več drugih, med njimi v Mama Co Co, kjer je spoznala Dada Topića, s katerim sta kasneje posnela singl »Princeza« in se z njim udeležila jugoslovanskega izbora za Pesem Evrovizije 1984. Med vidnejšimi projekti so še sodelovanje pri dobrodelnem projektu YU rock misija (1985), plošča Slađana & Darko v sodelovanju s skladateljem Darkom Kraljićem (1988) in koncertiranje ter snemanje na Kitajskem. Poleg tega je sodelovala na albumih več znanih izvajalcev (Leb i sol, YU grupa idr.).
Leta 1989 se je nato preselila v Los Angeles (Združene države Amerike), kjer je nastopala s skupino Baby Sister, delala pa je tudi v oglaševalski agenciji in v borzni hiši. Organizirala je tudi več dobrodelnih akcij za žrtve jugoslovanskih vojn, nakar se je leta 1995 vrnila v Beograd. Nadaljevala je s sodelovanjem z različnimi glasbeniki in živela ter delovala med Beogradom ter Los Angelesom. Leta 1998 je izšel njen kompilacijski album Harmony, leta 2000 pa trši rockovski album Animal Tested.
V zgodnjih 2020. letih je razkrila, da se bori s Sjögrenovim sindromom. Spomladi naslednje leto je bila sprejeta v bolnišnico v Zemunu zaradi okužbe pljuč in covida-19, a se ji je stanje hitro poslabšalo in 26. marca 2024 je v isti bolnišnici umrla.